# أكمة

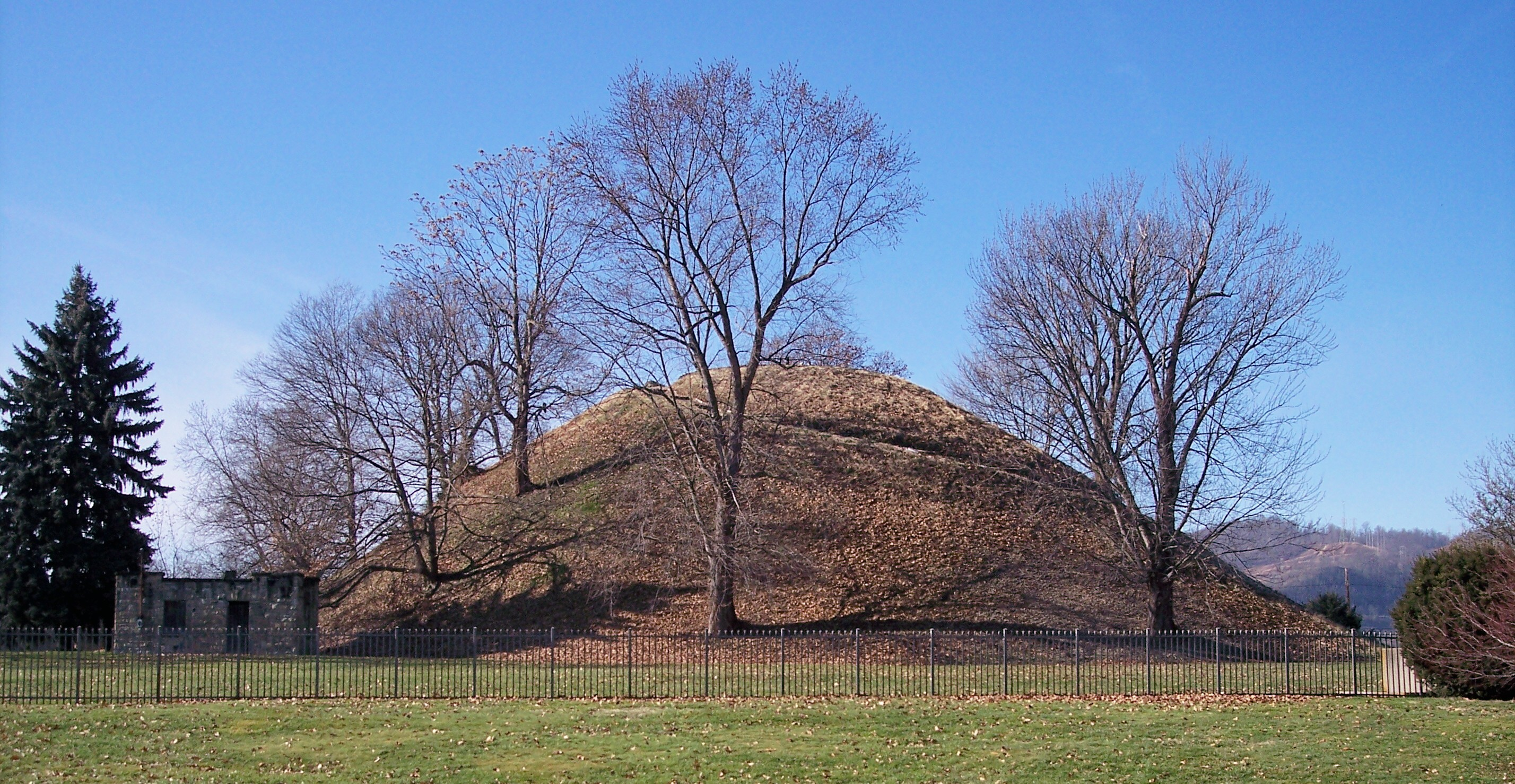
أكمة في مووندسفيل

الأكمة (بالإنجليزية: Mound)، هو أي كومة من حصى أو أرض أو رمال أو حطام، أو تلال صغيرة وهي الأكثر شيوعاً خاصةً إن كانت مصطنعة. وبُني الكثير من الأكمات المصطنعة في أماكن مُختلفة في العالم عبر التاريخ.